# Лютізька сільська рада
Лютізька сільська рада — колишній орган місцевого самоврядування у Вишгородському районі Київської області. Адміністративний центр — село Лютіж.

## Загальні відомості
Лютізька сільська рада утворена в 1919 році.
Водоймища на території, підпорядкованій даній раді: Київське водосховище.

## Населені пункти
Сільській раді підпорядковані населені пункти:
- с. Лютіж
- с. Гута-Межигірська

## Склад ради
Рада складалася з 20 депутатів та голови.

### Керівний склад попередніх скликань
| ПІБ                       | Основні відомості                                                         | Дата обрання | Дата звільнення |
| ------------------------- | ------------------------------------------------------------------------- | ------------ | --------------- |
| Савенок Тамара Григорівна | Сільський голова, 1966 року народження, освіта вища, позапартійна         | 26.03.2006   | 31.10.2010      |
| Савенок Тамара Григорівна | Сільський голова, 1966 року народження, освіта вища, член Партії регіонів | 31.10.2010   |                 |

Примітка: таблиця складена за даними джерела